# Frederic Zégierman
Frederic Zégierman (o en francès Frédéric Zégierman; París, 1962) és un geògraf occità originari de la comarca del Castanhau (Alvèrnia). Actualment viu a Valença. Va publicar el 1999 Le Guide des pays de France (edicions Fayard, dos volums), el primer atles que mostra un panorama gairebé complet dels parçans d'Occitània.
Per altra banda Zégierman és l'autor de nombrosos llibres sobre geografia francesa. La seva obra s'ha fet servir per a establir els 45 mapes Michelin de la sèrie Local (1999/2011). També ha publicat obres i ha contribuït a internet sobre la gastronomia francesa.

## Obra
- La France végétalienne (2017 ; L'Age d'Homme)
- Les Recettes Qui font la France (2015 ; Flammarion).
- Encyclopédie de la pâtisserie et de la confiserie française (2014 ; Christine Bonneton).
- Le Grand livre de la Gastronomie française - Encyclopédie par régions (2013 ; Christine Bonneton).
- Le Guide des pays de France, Nord (1999 ; Fayard).
- Le Guide des pays de France, Sud (1999 ; Fayard).
- La France, terre insolite (2002 ; Solar).